# Itziar Aizpuru
Itziar Aizpuru Sustaeta (* 19. Dezember 1939 in Getaria, Provinz Gipuzkoa, Baskenland) ist eine spanische Schauspielerin. 

## Leben und Karriere
Itziar Aizpuru wurde als Tochter von Agustin Aizpuru Lazkano aus Getaria und seiner aus Mutriku stammenden Ehefrau Justina Sustaeta Azkarraga geboren. Ihr Vater war Fleischer und besaß eine Metzgerei in Getaria. Die Familie hatte außerdem ein Bekleidungsgeschäft. Ihre Eltern waren Nationalisten und kollaborierten während des Spanischen Bürgerkriegs mit der baskischen Armee. Aus diesem Grund vertrieben die Truppen des Diktators Francisco Franco ihre Mutter Justina im Februar 1937 aus dem Dorf. Die Familie hatte drei Kinder, Itziars jüngerer Bruder Ibón starb früh an einer Krankheit. Im Alter von 6 Jahren wurde Itziar eingeschult, und Mathematik war in der Schule ihr Lieblingsfach. Mit 17 Jahren ging sie nach Bayonne im französischen Teil des Baskenlandes, um Französisch zu lernen, und verdingte sich dort als Reinigungskraft. Itziar Aizpura arbeitete nach ihrer Rückkehr auch mehrere Jahre zusammen mit ihrer Schwester Benite im Bekleidungsgeschäft der Familie.
In den späten 1950er Jahren begannen Aizpuru und andere Dorfbewohner, zusammen mit dem Dorpfarrer Mikel Zuazabeitia, verschiedene kulturelle Veranstaltungen zu organisieren, darunter Straßenchorgesang, sowie Tanz- und Theateraufführungen. Sie begannen mit diesen Aktivitäten als Reaktion auf die Unterdrückung der baskischen Sprache während des Franco-Regimes und mit dem Ziel, die baskische Kultur wiederzubeleben. Anfang der 60er Jahre gehörte sie in ihrer baskischen Heimat zu den Mitgründern der freien, durch den Priester und Schriftsteller Lukas Dorronsoro (* 1931) als Theaterleiter unterstützten, Theatergruppe „Gure Txeru“, wo sie im Stück Itziartxo in der Rolle der Protagonistin als Theaterschauspielerin debütierte, und bis 1962, in insgesamt vier Produktionen der „Gure Txeru“, die unter ständiger Beobachtung und Bedrohung durch die Guardia Civil stand, als Sängerin, Tänzerin, Schauspielerin und Regisseurin mitwirkte.
1969 heiratete sie, gründete eine Familie und gab das Theater auf. Sie wurde Hausfrau und Mutter und widmete sich der Erziehung ihrer drei Kinder. Gemeinsam mit ihrem Mann eröffnete sie die Bar Xagu in Getaria. In den 1970er Jahren gaben sie die Bar auf und zogen nach Zarautz. Nach der Trennung von ihrem Ehemann eröffnete Aizpuru ein Buch- und Schreibwarengeschäft in Getaria.
Aizpuru wirkte seit der Jahrtausendwende als Schauspielerin in verschiedenen spanischen Kino- und TV-Produktionen mit. Im Alter von knapp 60 Jahren meldete sie sich bei einem Casting für die baskische TV-Serie Goenkale an und erhielt die Rolle der Dolores Aldai, eine „kalte“ und „böse“ Frau, die die Drehbuchautoren speziell für sie geschaffen hatten, und die sie ab 1999 in mehreren Staffeln spielte, bis die Figur 2002 den Serientod starb. Anschließend folgte die durchgehende Rolle der Mari Koro Sagastigutxia in der Comedy-Serie Martín, die sie von 2003 bis 2009 in über 50 Folgen verkörperte, und ab 2003 verschiedene Gastauftritte in der Krankenhausserie Hospital Central.
Ihre erste Hauptrolle in einem Kinofilm spielte Aizpuru in Herbstgefühle (2010), dem Regiedebüt von Jon Garaño und José María Goenaga, in dem sie die Bäuerin Axun darstellte, die ihr ganzes Lebens gemeinsam mit ihrem Mann auf dem Bauerhof verbracht hat, und deren Liebesgefühle erwachen, als sie eine Freundin aus Kinder- und Jugendtagen wiedertrifft. Beim Festival Cinespaña wurde sie gemeinsam mit Mariasun Pagoaga für die Darstellung eines lesbischen Liebespaares als beste weibliche Darstellerin ausgezeichnet. Für den 2014 erschienenen Film Loreak desselben Regieduos, in dem sie eine trauernde Mutter, die ihren Sohn verloren hat, spielte, wurde sie bei den Premios Feroz als beste weibliche Nebendarstellerin ausgezeichnet.
In Los Versos del Olvido – Im Labyrinth der Erinnerung (2017), dem Debüt-Film des iranischen Regisseurs Alireza Khatami (* 1980), der bei den Internationalen Filmfestspielen von Venedig 2017 in der Orizzonti-Sektion lief, spielte sie an der Seite von unter anderem Juan Margallo, Tomas Del Estal und Manuel Moron eine „traurige alte Frau“, die seit vielen Jahren den Provinzfriedhof in irgendeinem lateinamerikanischen Land aufsucht, weil dies der einzige Ort ist, wo sie um ihre in den Zeiten der Militärdiktatur vermisste, vermutlich ermordete Tochter trauern kann.
2018 wirkte Aizpuru in der auf Netflix ausgestrahlten TV-Serie La víctima número 8 über einen dschihadistischen Anschlag mit, in der sie die pflegebedürftige alte Dame María darstellte. In der Verfilmung der Baztan-Trilogie nach den Romanen von Dolores Redondo spielte sie die Rolle der liebenswerten Tía Engrasi, die Tante der Kommissarin und Lieblingsnichte Amaia Salazar (Marta Etura). In der deutschen Fassung, die vom ZDF im Fernsehen ausgestrahlt wurde, wurde sie von Heidi Treutler synchronisiert. In der Thriller-Verfilmung Die Stille des Todes (2019) verkörperte sie Felisa, die 102 Jahre alte Großtante des ermittelnden Polizeinspektors Unai López de Ayala.
In der dramatischen Filmkomödie El vasco (2022), die auf dem Filmfestival von San Sebastian ihre Premiere hatte, spielte sie die Amuma Dolores. 2024 verkörperte Aizpuru in der von Disney+ produzierten und ausgestrahlten Serie über den Modedesigner Cristóbal Balenciaga die Mutter des von Alberto San Juan dargestellten Protagonisten. Im selben Jahr erschien mit ihr auf Movistar+ die Miniserie Querer – Hinter verschlossenen Türen. Aizpuru übernahm in der ersten spanischen TV-Serie, in der Vergewaltigung in der Ehe thematisiert wird, die Rolle der Großmutter. 
Aizpuru lebt in Zarautz. Sie ist eine Cousine des spanischen Tenors Plácido Domingo aus dem mütterlichen baskischen Familienzweig. Ihr Vater war ein Cousin von Pepita Enbil, der Mutter Plácido Domingos, und die Familie Itziar verbrachte ihre Sommer gemeinsam mit Plácido Domingo. Ihr Hobby ist das Singen. Sie singt im Chor der Schola Cantorum der Pfarrei „Santa Maria La Real“ in Zarautz. Bis 2018 sang sie außerdem im Chor der Pfarrei „Salbatore Deuna“ in Getaria.

## Filmografie (Auswahl)
- 1999–2002: Goenkale (Fernsehserie)
- 2002–2012: Hospital Central (Fernsehserie, drei Folgen, verschiedene Rollen)
- 2003: Le bleu de l’océan (Fernsehserie, eine Folge)
- 2003–2009: Martín (Fernsehserie, 57 Folgen)
- 2010: Herbstgefühle (Kinofilm, Originaltitel 80 egunean)
- 2011: Amigos... (Kinofilm)
- 2014: La que se avecina (Fernsehserie, eine Folge)
- 2014: Lorek (Kinofilm)
- 2016: Eskamak Kentzen (Fernsehserie, 12 Folgen)
- 2017: Das Tal der toten Mädchen (Fernsehfilm)
- 2017: Los Versos del Olvido – Im Labyrinth der Erinnerung (Kinofilm)
- 2017: La higuera de los bastardos (Kinofilm)
- 2018: La víctima número 8 (Fernsehserie, vier Folgen)
- 2019: Mientras dure la guerra (Kinofilm)
- 2019: Das Tal der vergessenen Kinder (Fernsehfilm)
- 2019: Die Stille des Todes (Kinofilm, Originaltitel El silencio de la ciudad blanca)
- 2019: Das Tal der geheimen Gräber (Fernsehfilm)
- 2021: Beti mugan (Fernsehserie, sechs Folgen)
- 2022: El vasco (Kinofilm)
- 2023: Las buenas compañías (Kinofilm)
- 2023: Verano en rojo (Kinofilm)
- 2024: Cristóbal Balenciaga (Fernsehserie, drei Folgen)
- 2024: Der Fall Asunta (Fernsehserie, Originaltitel El caso Asunta, eine Folge)
- 2024: Azken erromantikoak (Kinofilm)
- 2024: Querer – Hinter verschlossenen Türen (Fernsehserie, Originaltitel Querer, zwei Folgen)
- 2025: La buena suerte (Kinofilm)